# Boulton Paul P.111
Le Boulton Paul P.111 est un avion expérimental britannique des années 50 destiné à étudier le profil des ailes dites en delta simple.

## Conception
C'est en 1946 que l'Air Ministry émit la Specification E.27/46 relative à l'étude des voilures delta, c'est-à-dire de forme triangulaire lors des phases de vol transsonique. Le bureau d'études Boulton Paul Aircraft y répondit sous la forme de l'avion expérimental P.111. Celui-ci réalisa son vol inaugural le 10 octobre 1950 depuis le site de RAF Boscombe Down, alors principale base du Royal Aircraft Establishment.
Extérieurement le P.111 se présente sous la forme d'un monoplan, construit totalement en métal, à aile delta médiane avec une flèche de 45°. Monoréacteur doté d'un train d'atterrissage tricycle escamotable et d'un siège éjectable Martin-Baker, il dispose d'un cockpit monoplace. L'avion possède un empennage monodérive sans stabilisateurs verticaux. L'ensemble de l'avion a été peint en jaune. Le P.111 fut donc affublé du sobriquet de Yellow Peril, en rapport avec le fameux « Péril jaune ». 

## Engagements
Les essais furent tout d'abord confiés au Squadron Leader Robert Smyth qui fit voler l'avion pour la première fois et réalisa plusieurs vols dessus. Il mit en lumière des effets dangereux lors des phases d'atterrissage, notamment à faible vitesse. 
Par la suite, après un léger chantier de refonte de l'avion, qui intervint en juillet 1953 l'avion fut désigné P.111A et confié à un autre pilote d'essais britannique, Alex Gunn. Lui aussi annonça rapidement que l'avion était fortement instable. Finalement les essais cessèrent en 1958. Le P.111 donna naissance à une version améliorée, le P.120. 

## Survivants
L'unique exemplaire du Boulton Paul P.111 est préservé au Midland Air Museum de Coventry dans sa livrée d'origine.

### Aéronefs similaires
- Convair XF-92.
- Dassault MD-550 Mystère Delta.